# 薄井シンシア
薄井 シンシア（うすい シンシア、1959年 - ）は、日本の実業家。Salesforce社のEvent Manager。フィリピン出身。

## 人物・来歴
1959年、フィリピン生まれ。
1980年、国費外国人留学生として来日。1985年、東京外国語大学を卒業後、貿易会社入社。
1986年、外務省職員の日本人と結婚、海外赴任ののち日本に戻る。広告代理店に就職するが、出産のため退職、その後は20年弱、専業主婦として生活。
2007年、48歳で娘の母校だったタイのインターナショナルスクールのカフェテリアでパートを始める。3カ月でマネージャーに昇格。
2011年、日本に戻り職を探したが、専業主婦のキャリアは評価されず、なかなか決まらなかった。結局、時給1300円の会員制クラブでの電話受付のアルバイトを始める。
2013年、ANAインターコンチネンタルホテル東京に入社。2016年には副支配人就任。
シャングリ・ラ東京に勤務後、2018年、日本コカ・コーラ社に入社し、オリンピックホスピタリティー担当就任。2021年2月にオリンピック延期により失職。同年5月からLOFホテルマネジメント日本法人の代表を経て、2022年11月よりSalesforce Japanのイベントマネージャーに就任。

## 著書
- 『専業主婦が就職するまでにやっておくべき8つのこと』
- 『ハーバード、イェール、プリンストン大学に合格した娘は、どう育てられたか』